# Svínoy
Svínoy est une île localisée dans le nord-est des îles Féroé, entre Borðoy et Viðoy. L'île ne compte qu'un seul village, Svínoy, où vivent tous les habitants de l'île. Sur le nord-ouest de l'île se situe la falaise de Eysturhøvdi, qui culmine à 345 mètres.
La côte de l'île a été identifiée comme une zone importante pour la préservation des oiseaux marins par Birdlife International.

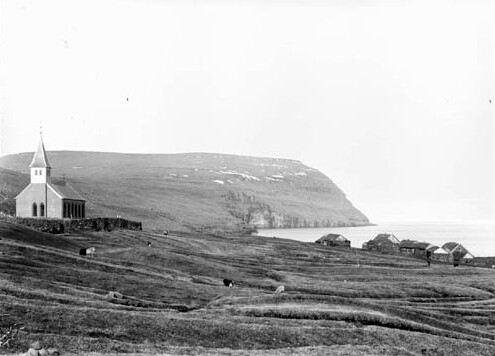
L'église de Svínoy en 1899.